# Коко-Уэст (Флорида)
Коко-Уэст (англ. Cocoa West) — статистически обособленная местность, расположенная в округе Бревард (штат Флорида, США). По данным переписи населения 2010 года население Коко-Уэст составляет 5925 человек.

## География
По данным Бюро переписи населения США статистически обособленная местность Коко-Уэст имеет общую площадь в 11,14 квадратных километров, водных ресурсов в черте населённого пункта не имеется.

## Демография
По данным переписи населения 2000 года в Коко-Уэст проживало 5921 человек, 1521 семья, насчитывалось 2237 домашних хозяйств и 2537 жилых домов. Средняя плотность населения составляла около 531,51 человек на один квадратный километр. Расовый состав населённого пункта распределился следующим образом: 55,16 % белых, 40,89 % — чёрных или афроамериканцев, 0,64 % — коренных американцев, 0,25 % — азиатов, 0,12 % — выходцев с тихоокеанских островов, 1,69 % — представителей смешанных рас, 1,25 % — других народностей. Испаноговорящие составили 3,53 % от всех жителей статистически обособленной местности.
Из 2237 домашних хозяйств в 32,5 % воспитывали детей в возрасте до 18 лет, 37,6 % представляли собой совместно проживающие супружеские пары, в 23,2 % семей женщины проживали без мужей, 32,0 % не имели семей. 25,7 % от общего числа семей на момент переписи жили самостоятельно, при этом 8,1 % составили одинокие пожилые люди в возрасте 65 лет и старше. Средний размер домашнего хозяйства составил 2,63 человек, а средний размер семьи — 3,11 человек.
Население статистически обособленной местности по возрастному диапазону по данным переписи 2000 года распределилось следующим образом: 29,3 % — жители младше 18 лет, 8,4 % — между 18 и 24 годами, 29,5 % — от 25 до 44 лет, 22,8 % — от 45 до 64 лет и 10,0 % — в возрасте 65 лет и старше. Средний возраст жителей составил 34 года. На каждые 100 женщин в Коко-Уэст приходилось 97,5 мужчин, при этом на каждые сто женщин 18 лет и старше приходилось 93,4 мужчин также старше 18 лет.
Средний доход на одно домашнее хозяйство статистически обособленной местности составил 28 094 доллара США, а средний доход на одну семью — 32 188 долларов. При этом мужчины имели средний доход в 29 714 долларов США в год против 20 423 доллара среднегодового дохода у женщин. Доход на душу населения статистически обособленной местности составил 28 094 доллара в год. 21,7 % от всего числа семей в населённом пункте и 26,8 % от всей численности населения находилось на момент переписи населения за чертой бедности, при этом 43,9 % из них были моложе 18 лет и 15,0 % — в возрасте 65 лет и старше.